# 跨性别医疗保健
跨性別醫療保健包括對影響跨性別者的身心健康狀況的預防、診斷和治療。其中一個重要組成部分是性別肯定治療，即與性別過渡相關的醫療措施。跨性別醫療保健涉及的問題包括非常規性別、性別肯定治療、健康風險（與暴力和心理健康相關）以及跨性別者在不同國家獲得醫療服務的可及性。性別肯定治療可涵蓋心理、醫療、生理及社會行為方面的照護，其目的是幫助跨性別者符合其期望的性別認同。

## 非常规性别和医学
性别多样性在医学文献中的定义是“在文化定义的特定性别规范的范畴之外的性别认同、表达或行为”。数个世纪以来，性别多样性在医学上被视为病理性的。直到2018年为止，世界卫生组织在《国际疾病分类》（ICD）中将性别烦躁归在心理障碍之下。性别烦躁在美国精神病学会的《精神疾病诊断与统计手册》第五版（DSM-5）中也有收录；在此之前的DSM版本中，性别烦躁被称为“变性症”和“性别认同障碍”。
2018年发布的ICD-11收录了“性别不一致”一词，指“个人经验性别与指定性别之间存在显著且持续的不一致”，其中性别多样行为和偏好本身不作为诊断依据。不过，“性别烦躁”和“性别不一致”之间的区别在医学文献中并不一定清楚。
一些研究认为，将性别变体当作一种病症对跨性别者的心理健康会产生负面影响，且不应假设跨性别者同时还有精神病症状。其他研究则认为性别不一致的诊断对于跨性别者来说，在个体和社会层面上可能十分重要，甚至还有正面作用。
因为对于医学诊断或自我认同的跨性别者有各种不同的分类和定性方法，因此研究文献无法明确估计跨性别经历在人群中占比多少。近期一篇系统综述强调，在收集跨性别者的数据时，应当将数据收集的范围与方法论标准化。

## 跨性別的医疗保健需求

### 性别肯定治疗
跨性别者想要在物理上性别转换有许多选择。这样的选择自1917年以来便存在了。性别肯定治疗可以帮助跨性别者改变其身体外貌以及性特征，使其符合他们的性别认同。性别肯定治疗包括激素替代疗法以及性别重置手术。许多跨性别者选择在物理上性别转换，不过由于每人的需求不同，因此并没有每个跨性别者必须进行某项治疗这一说。性别转换过程中的预防性护理很关键，因此世界跨性别健康专业协会于其护理标准中建议，正处于性别转换过程中的跨性别者应有一名全科医生的协助。

#### 获得治疗的资格
在《国际疾病分类》第十版（ICD-10）中，跨性别的诊断被称为“变性症”，被归在精神障碍的分类下。2018年发布的ICD-11中，该分类被删除，并被“性别不一致”一词取而代之，且不再被列为精神障碍之一。ICD-11关于性别不一致的描述中还说，性别变体的行为和偏好本身不是诊断的基础。美国精神病学会的《精神疾病诊断与统计手册》第五版（DSM-5）则将其称为“性别焦虑”或“性别烦躁”。
世界跨性别健康专业协会于《跨性别者和性别多样化人群健康护理标准》中给出了诊断和治疗性别烦躁的一般标准。目前（2023年10月）为止，该标准的最新版本是第八版。此护理标准称：
— 《跨性别者和性别多样化人群健康护理标准》（第八版），附录B
非常规性别与性别烦躁不同；根据护理标准，性别不合常规不是病理性的，不需要治疗。
知情同意模式与标准WPATH流程不同，不要求个人必须要先接受正式的心理健康或性别烦躁测试后才能接受性别肯定治疗。支持该模式的人认为，以往要求的心理测试是医疗人员限制、把关（英语中称“gatekeeping”）谁才是“真正的”跨性别者，才可以接受性别肯定医疗服务；这些测试将跨性别者非人化，将跨性别认同病理化，将跨性别经验过度简化。知情同意模式包括医疗人员与患者双方就医疗手段的风险和结果、目前科研界对医疗手段的认知、医疗人员如何才能有效协助患者做出决策等话题的讨论。
许多国家或地区都有规定当地护理标准。

##### 不同阶段的治疗获取资格
虽然WPATH的护理标准要求必须接受心理测试，但心理治疗（尽管十分推荐）则并不是必须的。
激素替代疗法应由有资质的医疗专业人士提供。WPATH的标准包括：
1. 持续、有充分记录的性别烦躁；
2. 能够做出充分知情的决定并统一接受治疗；
3. 达到当地法定成年年龄（WPATH的护理标准中对青少年和儿童的情况有单独章节另外讨论）
4. 若存在任何重大医疗或心理健康问题，必须对其合理控制。

个人在开始激素替代疗法前常被要求接受一段时间的心理咨询，乃至一段时间的“实际生活体验”（常按英文缩写为RLE），以其希冀的性别角色生活，来表明自己可以在心理上适应那种生活角色。另外也有一些诊所只需知情同意即可提供激素替代疗法。

##### 未成年人获取治疗的资格
尽管WPATH的护理标准总的来说要求个人要成年才可以接受性别肯定治疗，它还是有单独章节另外讨论青少年和儿童的情况。

#### 激素替代疗法

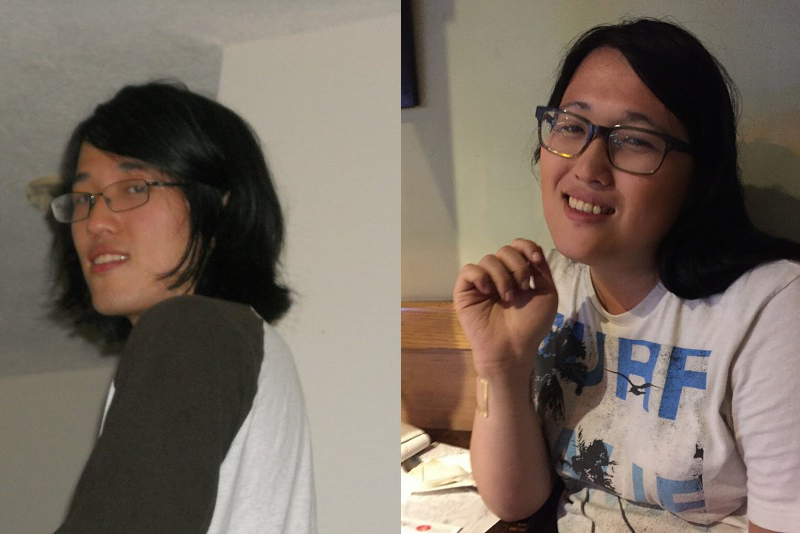
一名接受了两年激素治疗的跨性别女性；左图为激素治疗前，右图为激素治疗两年后

激素替代疗法主要用于缓解跨性别者的性别焦虑。跨性别女性通常会接受女性化激素疗法，使用的药物通常包括雌激素和抗雄激素。女性化激素疗法促使乳房生长，减少男性的体毛生长，改变身体脂肪分布，导致睾丸缩小及勃起功能下降。跨性别男性则通常接受男性化激素疗法，通常会使用外源性睾酮治疗。男性化激素疗法会停经，增加胡须和体毛生长，改变脂肪分布，使皮肤更加油腻、粗糙且体味更加强烈，增加肌肉质量和性欲。开始男性化激素疗法三个月后还可能有其他变化，例如声音变低和性器官变化（阴道组织萎缩和阴蒂大小增加）。可能的话应由内分泌科医生定期检测，以确保性别转换过程的安全。
研究表明，激素替代疗法可以提高跨性别男性的生活质量。但激素替代疗法也有其风险，自行用药（DIY）时尤甚。一项对自行用药人群的研究调查发现，自行用药人群相较更可能因高血压等既往疾病而经受药物副作用，其期望的第二性征的发育速度也可能不尽人意。
医学文献表明，激素替代疗法在有资质的医疗专业人士的监督时是安全的。
跨性别者若要接受手术，术后需终身服用激素药物以维持雌激素的女性化效果或睾酮的男性化效果，而不应继续服用激素阻断剂。术后激素的剂量通常会减量，但仍应产生足够的效果，并且保持个人健康，使其不会随着年龄增长而患上骨质疏松症。
监测如催乳素水平（跨性别女性）和红细胞增多症（跨性别男性）等与激素替代疗法相关的健康风险因子对于接受激素疗法的跨性别者来说非常重要。
2022年7月1日，美国食品药品监督管理局（FDA）发布警告称，此前被批准用于治疗性早熟的促性腺激素释放激素激动剂可能会导致假性脑瘤。

#### 生殖健康医疗
患者和医生常有关于激素替代疗法对生育能力的影响的误解，比如以为激素替代疗法会自动使人不孕不育。激素替代疗法虽然会降低生育能力，但并非百分之百会导致不育。跨性别男性怀孕和流产的情况其实已有多例。因为跨性别男性和医生可能会以为激素替代疗法相当于一种避孕方式，因此向人们生殖健康这一方面的知识，清楚自己的生育选择是很重要的。
跨性别女性可以在开始激素替代疗法前冷冻精子。由于开始激素替代疗法后，跨性别女性的活动精子会减少，因此冻精对于那些希望在未来想要和自己有血缘关系的后代的人来说很重要。另外，停止激素替代疗法一段时间后恢复生育能力也可能会恢复。
向跨性别青少年科普保存生育能力的知识也很重要。跨性别青少年很少会选择保存精子，结果一些人因跨性别医疗失去了生育能力而感到苦恼。

#### 性别重置手术
性别重置手术的目的时使跨性别者的第二性征符合其性别认同。性别重置手术和激素替代疗法一样，也被用于缓解性别烦躁。
世界跨性别健康专业协会（WPATH）的护理标准建议，比起激素替代疗法，要接受性别重置手术应该符合更多条件。相比起可以通过知情同意这么简单的方式即获得的激素替代疗法，接受性别重置手术可能需要持牌心理治疗师的支持信（如阴道成形术和阴茎成形术等生殖器手术则需要两封信）和激素治疗，而生殖器手术还可能额外要求个人以其认同的性别生活12个月（即“实际生活体验”或RLE）。WPATH标准虽然被性别诊所广泛采用，但不具有约束力。不少接受手术的跨性别者并不符合以上所有要求。

#### 有效性
未接受治疗的跨性别人群的心理健康问题（例如抑郁症、焦虑症以及各种成瘾问题）的发病率和自杀率相较普通人群都要高，因此确保跨性别者能够接受性别肯定治疗十分重要。许多以上提到的问题在社会或医疗性别转换后多有明显减轻或完全消失。:2108:1570
激素替代疗法与性别重置手术等医疗性别转换手段通常会改善生活质量。接受治疗后，大部分跨性别者包括心理、社交和性功能在内的整体功能都会有所改善。少于1%的跨性别者后悔接受手术。
有时只接受性别重置手术是不够的。性别烦躁以及因其引发的自杀倾向可能会持续下去，因此部分跨性别者除手术外还需要更多的医疗手段。
2012年，美国精神病学协会和英国皇家精神病学学院得出结论，由于跨性别治疗的性质，不能对跨性别医疗的许多方面（尤其是手术）进行如随机对照实验等严谨的研究方法。例如，随机选择参与者接受阴道成形术被认为有悖医疗伦理。

## 影响跨性别患者的问题

### 暴力
跨性别者经受的暴力和虐待水平相较顺性别者更高，其身心健康因此所受的负面影响也不同于顺性别人群。尤其是在资源有限的环境下，非歧视政策受限或未能执行，跨性别者可能因此遭受高比例的羞辱和暴力，其健康水平因而降低。在北半球国家的研究显示，相较顺性别人群，跨性别人群在学校、工作场所、医疗服务场所和家庭中会经历更多歧视和骚扰，说明跨性别恐惧是危害跨性别者身心健康的主要健康风险因素之一。
目前关于影响跨性别者和非常规性别人士健康的社会因素的数据还比较有限。尽管如此，现有研究显示跨性别和非常规性别者更容易因医疗保健体系内外的暴力、孤立以及其他形式的歧视而健康受损且难以寻求医疗帮助。
虽然预防保健十分重要，由于歧视和抹杀等因素，跨性别者要接受预防保健很困难。一项关于年轻跨性别女性接受艾滋病治疗的研究发现，跨性别女性不接受艾滋病治疗的主要原因之一是弃名错称和性别错称。美国2008年全国跨性别歧视调查研究分析了在调查中勾选“这里未列出的性别”选项的受访者获取医疗服务的经历。超过三分之一勾选该选项的受访者表示，他们因担忧偏见和歧视而回避医学治疗。

### 心理健康
跨性别者可能因其性别认同与其生殖性别不一致而感到痛苦和悲伤。这种痛苦被称为性别烦躁。性别烦躁一般在个人开始性别转换前最严重，在社会和/或医学性别转换后通常会减轻。
跨性别者较顺性别者更可能患有焦虑症活抑郁症。许多研究表明，跨性别群体中抑郁症和焦虑症的高发率的部分原因可能是系统性歧视或缺少支持。证据表明，当跨性别者被接受为其认同的性别，并获家庭支持时，这些心理问题的患病率开始趋于正常。
许多研究显示跨性别社群内的自杀率极高。美国2015年一项针对跨性别者的研究发现，其6,450名跨性别受访者中有41%曾尝试自杀，显著高于全国平均自杀率（4.6%）。这篇研究还发现跨性别者的自杀率在不同人群中有显著差别：18至24岁区间的跨性别年轻人自杀尝试率是所有年龄段中最高的；多族裔、教育程度较低、年收入较低的跨性别者也比他人更可能尝试自杀。另外，跨性别男性整体的自杀尝试率较跨性别女性的要高。后继研究还发现，非二元性别者的自杀尝试率介于跨性别男性和女性之间。曾“去性别过渡”（即重新作为其指定性别生活）的跨性别成年人相较没有“去性别过渡”的跨性别成年人的自杀尝试率要高。
多项研究已经表明了少数群体压力和跨性别男女中的高抑郁症率以及其他高发心理疾病之间的关系。跨性别者总担心且预计会遭人拒绝和排斥，这一预期因而成了跨性别和非常规性别群体中重要的压力源。跨性别者的心理健康问题与跨性别人群更高的自残、药物滥用和自杀尝试率相关。

### 医疗系统
由于对跨性别身份的污名化，跨性别者在寻求医疗时中常常受阻，是医疗系统中的弱势患者。澳大利亚詹姆斯库克大学的一份系统综述指出，现有的证据显示75.3%的受访者在接受医生诊疗以获取性别相关医疗的过程中曾有过负面体验。

### 诊所环境
美国加州大学旧金山分校跨性别护理中心在其指导方针中强调跨性别和非二元性别者的性别认同并非总是可见的。该指导方针列出了让跨性别患者感到安全的环境应具备的条件：在记录个人信息时，应该对个人认同和病历上的指定性别作出区分，例如询问患者更喜欢的名字、人称代词以及法律姓名；给前台接待的雇员提供跨性别相关的训练；至少提供一间无性别厕所。
临床医生可能会错误地将跨性别患者的症状归罪于性别过渡上。这一现象被称为“跨性别断臂综合症”。跨性别断臂综合症不但在心理健康从业者中尤其普遍，在各个医学领域都存在。这种错误归因可能会令患者沮丧，使其延误或拒绝治疗，还可能导致误诊，使患者接受错误的治疗。医生还可能因此而建议患者中止激素替代疗法。跨性别断臂综合症还体现在医疗保险公司声称被治疗的病症是由患者的跨性别身份引起的，因此属于“既有身体状况”，所以拒绝为跨性别者支付治疗费用。《SAGE跨性别研究百科全书》称，跨性别断臂综合症是针对跨性别者的歧视的一种。2021年一份调查发现，英国57%的成年人在患病时拖延就医。2014年英国接受心理咨询的跨性别者中有43%的人表示，他们的心理咨询师“希望在心理治疗时谈论跨性别相关问题，尽管这并非他们寻求帮助的原因”。

## 世界各地获得跨性别医疗的情况
无论是在初级还是次级卫生保健的情境中，跨性别者能否获得医疗服务的情况在世界各地都差异巨大。跨性别者能否获得其急需的医疗，取决于当地政府对跨性别医疗是否有政策支持，也和全球范围内由于财富不平等而造成的健康不平等相关（例如全球南北半球的财富分歧）。

### 非洲

#### 南非
南非严重缺乏如性别过渡、心理健康等方面的跨性别者急需的医疗资源。全南非仅有一家提供全面的跨性别医疗诊所。另外，由于南非的精神科医生和心理医生对跨性别议题相对缺乏了解，南非的跨性别医疗被严格把关，使当地的跨性别者极难获取性别肯定医疗服务。

### 亚洲

#### 泰国
泰国跨性别女性可以由非处方来源获取激素药物。这是因为泰国的跨性别医疗保健诊所数量稀少而费用高昂。但泰国跨性别男性则不像跨性别女性那样能够容易获得激素药物，因为他们使用的激素比跨性别女性所用的激素供应少很多。一篇调查显示其跨性别男性受访者中只有三分之一正使用激素类药物，而四分之三的跨性别女性受访者在使用激素类药物。

#### 中国大陆
北京同志中心和北京大学社会学系2017年的报告显示，1279名有激素治疗需求的受访者中，71%的人认为获得安全、可靠的激素类药物信息，并且在医生的指导下进行激素治疗是“困难”、“非常困难”或“几乎不可能”的。另外，在这1279名受访者中，仅有54%的人使用过激素类药物。在687名使用过激素类药物的受访者中，获取激素类药物最主要的渠道是“网络药店”（66%）和“通过朋友获得”（51%）。这份报告还显示，中国大陆的跨性别者要接受性别肯定手术的困难程度比激素治疗有过之而无不及。在2058名有手术需求的受访者中，89.1%的人因经济状况（72.4%）、父母反对（65.3%）和年龄不够20岁（34.4%）等各种原因被迫无法手术。
2022年12月1日，中国国家药品监督管理局禁止网络销售雌二醇、醋酸环丙孕酮、睾酮等跨性别激素疗法中最常用的药物。复旦儿科开设大陆首个跨性别儿童与青少年多学科门诊。高绿芬医生开了跨性别医疗门诊。

### 欧洲

#### 西班牙
西班牙的公共医疗系统对跨性别者开放，尽管关于某些手术措施是否应被公共医疗所涵盖的争议一直存在。安达卢西亚地区在1999年成为西班牙国内第一个批准性别重置手术的地区，其他地区也纷纷效仿。西班牙国内有多个专门服务跨性别者的跨学科诊所。2013年，包括西班牙公民和其他国家的公民在内有超过4000名跨性别患者在西班牙境内接受了治疗。
自2007年开始，西班牙允许年满18岁的跨性别者在开始接受激素替代疗法两年后在身份证件上更改其姓名和性别标记。

#### 瑞典
瑞典在1972年颁布法律允许个人改变法定性别，但前提是必须绝育，而且不能保存任何精子或卵子。在1999年，曾在瑞典被强制绝育的人有权获得赔偿。然而要更改法定性别的人仍必须绝育，直到2013年1月，强制绝育才被瑞典政府禁止。
如今瑞典跨性别者可以根据自己的健康状况和个人意愿从多种不同的治疗与手术方法中选择适合自己的方案，不再需要接受某种强制性的治疗。个人只要被诊断为变性或性别烦躁，即可和诊断团队和其他医生一起决定自己要接受哪种治疗。然而，个人若希望取得变性或性别烦躁的诊断以接受性别肯定治疗或在法律上性别过渡，必须首先接受一年的心理治疗。医疗性别过渡所費不貲，但在瑞典，医疗性别过渡过程中所有的治疗、就诊、药物等都被瑞典医保中的高成本保护所覆盖，而且手术也是免费的。个人在就诊和治疗过程中实际支付的费用仅占总费用的一小部分。如果一个人想要更改其身份证件上的性别标记和身份证号码，必须从瑞典保健福利部处取到许可。未满18岁的非二元性别者的医疗选择很少，也无法改变其身份证件上的性别标记。他们不能接受任何生殖器手术。
在瑞典，任何人都可以随时更改其姓名。
直到2017年1月27日为止，跨性别身份都被归类为疾病。2016年11月21日，大约50名跨性别权益活动人士闯入并占领了位于斯德哥尔摩Rålambsvägen的瑞典保健福利部办公场所。他们呼吁改善瑞典跨性别者的处境，改善跨性别者的权益，并列出一系列具体要求：不再将跨性别者归类为精神疾病患者，非二元跨性别者应该享有和二元跨性别者一样的权益，不再对间性新生儿强制手术，等等。

#### 荷兰

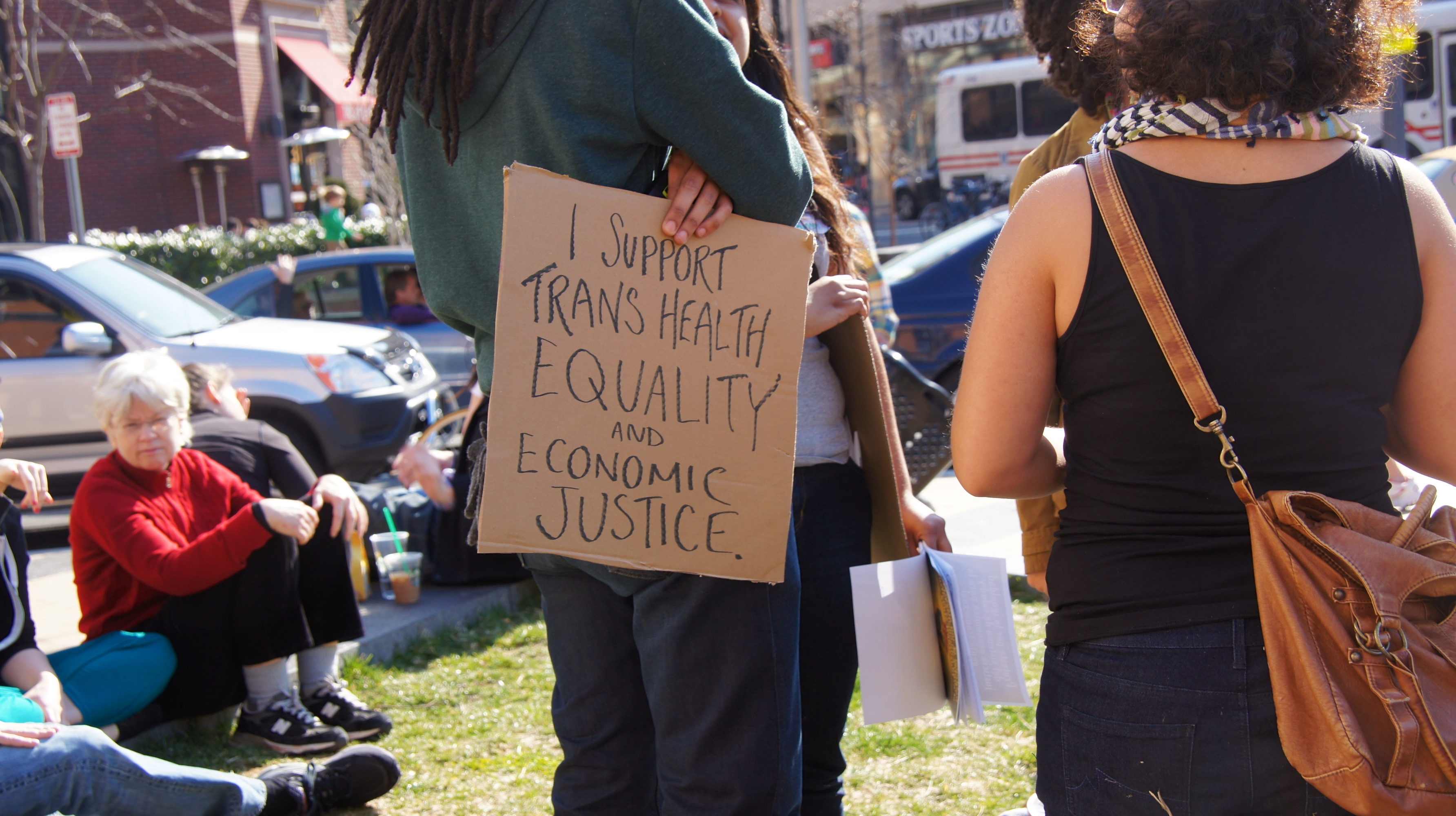
一张支持跨性别者平等接受医疗服务权利的标语

在荷兰，激光脱毛、性别重置手术、面部女性化手术以及激素等性别相关医疗都在第三方保险公司的国家医疗保险的保险范围以内。学术医院的内分泌专家可以为16岁及以上的人士开激素处方，并为12岁及以上的人士开青春期阻滞剂处方。

#### 英国
2018年，石墙组织称英国的跨性别医疗服务“存在显著障碍，等待时间长达数年，远远超过了法定英国国民保健署（NHS）患者等待医疗的上限时间。”根据英国法律，患者有权在由全科医生转诊后的18周内开始治疗；但在2020年，性别认同诊所的平均等待时间是18个月，性别认同诊所的预约等待名单上的人数超过13,000人。
NHS于2013年提供的性别认同诊所服务的调查显示，在性别认同诊所接受治疗的跨性别者中有94%的人对其服务感到满意，并且愿意向朋友或家人推荐这些诊所。不过，该调查仅关注正在接受NHS诊所的跨性别者，因此可能存在幸存者偏差（对NHS服务不满的跨性别者在NHS诊所接受治疗的可能性更小）。虽然该调查中受访者反应普遍积极，NHS在其他方面的服务中存在缺陷。几乎有三分之一的受访者称当地的精神卫生护理服务存在不足。NHS在不同地区提供的跨性别医疗的选项也因地而异；英格兰、苏格兰、威尔士、北爱尔兰等地采用的规程略有不同。

##### 苏格兰
苏格兰共有四家为成年人提供服务的苏格兰NHS性别诊所，其中一家也为未成年人提供服务。苏格兰国家性别认同临床网络于2021年报告称，一些患者从转诊开始到第一次在性别诊所就诊之间的等待时间超过两年。苏格兰精神健康與社會關懷部長玛丽·托德称苏格兰政府希望减少“接受性别认同服务前那令人无法接受的等待时间”。研究表明患者对漫长的等待时间不满意。不过，就结果而言，患者对治疗体验持肯定态度。

### 北美洲

#### 加拿大
2016年一项就安大略省年满16岁的跨性别居民的调查发现受访者中的半数不愿与家庭医生讨论跨性别相关议题。2013-2014年一份关于加拿大跨性别者和性别酷儿的全国性研究发现，三分之一的青少年（14-18岁）受访者和半数年轻成年（19-25岁）受访者未获得所需的健康护理。只有15%的受访者称自己和家庭医生讨论跨性别议题时感到非常自在。
自新不伦瑞克省的医疗保险于2016将开始涵盖性别重置手术以来，加拿大所有省份都资助某些性别重置手术。由于能提供此类手术的医生极为稀少，等待手术的时间可能会相当长；加拿大全国仅有蒙特利尔一家诊所提供全套性别重置手术。加拿大各省医疗保险通常不包含面部女性化手术、喉结缩小术及激光脱毛。

#### 墨西哥
2016年7月《柳叶刀精神病学》一份研究显示，近半跨性别受访者在没有医学监督的情况下接受了改变其身体的手术。墨西哥国家医保不包含性别过渡相关治疗。全墨西哥仅有一家公共卫生机构为跨性别者提供免费激素。墨西哥公共医疗体系对跨性别者的关注点主要在预防艾滋病和其他性传染病上，而非医疗性别过渡。
该研究还发现许多墨西哥跨性别者因处于社会边缘而遭受身体健康问题。研究者建议世界卫生组织（WHO）停止将跨性别认同归类为精神障碍，以减少对该群体的污名化。

#### 美国
美国跨性别者面临着各种各样的歧视，尤其是在寻求医疗时。2013年一份对美国费城跨性别者需求的评估发现，26%的受访者曾因其跨性别身份而被拒绝提供医疗服务，52%的受访者难以获取医疗服务。除了性别过渡方面的医疗外，跨性别者还需要疫苗接种、妇科护理、前列腺检查等一年一度的预防性护理服务，但他们的跨性别身份却常使其难以获取这些医疗服务，比如保险公司可能拒绝为他们支付检查的费用。
2010年通过的《平价医疗法案》以禁止保险公司拒绝为跨性别者提供保险等反歧视措施使更多LGBT人士得以获得医疗保险。然而在《平价医疗法案》市场外的保险则不需要遵守此类规定。因此预防保健（如跨性别男性所需的妇科检查）可能不在保险范围内。

### 南美洲

#### 哥伦比亚
经济困难阻碍了哥伦比亚跨性别女性性工作者获取跨性别医疗服务。因此她们从事性工作以减轻性别过渡和其他因素导致的经济负担。不过尽管这些跨性别女性从事性工作，她们传播艾滋病毒的风险却较低。这是因为哥伦比亚政府要求在“容忍区”（性工作合法的地区）的性工作者必须接受关于性健康和人权的教育。

## 跨性别青少年的医疗
跨性别青少年的医疗性别转换的选择较跨性别成年人有限许多。青春期前的跨性别儿童可通过更改性别表达、姓名和认证等方式在社交层面上性别过渡。当该跨性别儿童进入青春期后，则可以开始用例如青春期阻滞剂这样的医学手段来性别过渡。
歧视对年轻跨性别者的心理健康有着显著的影响。不被家庭支持、被学校排斥、被同龄人霸凌等都可能会成为导致心理健康不佳和药物滥用的重要压力源。一项针对美国旧金山市跨性别青少年的研究发现，基于跨性别身份和种族的偏见与抑郁症、创伤后压力综合症以及自杀意念正相关。
2018年一项综述指出，现有的证据表明对跨性别青少年实施的激素治疗可以实现其预期的身体效果。促性腺激素释放（GnRH）激动剂对改善心理健康有正面作用；对跨性别青少年使用GnRH的性别肯定治疗与整体功能、抑郁症、整体行为或情绪问题等多个心理指标的改善显著相关。2023年1月发表的一份为期两年的研究中，研究者发现性别肯定激素治疗改善了跨性别和非二元性别青少年的外貌一致性和心理社会功能。另一篇针对荷兰跨性别青少年的研究发现其98%的参与者在其青春期开始接受性别肯定激素治疗后，在成年后也继续接受该治疗。

## 跨性别长者的医疗
跨性别长者在医疗系统和养老院中可能难以获取高质量的护理。跨性别长者所拥有的支持比顺性别异性恋人士更少，更容易被污名化。尽管医学文献大多显示跨性别者在其生命早期常要面对抑郁和孤独，也有部分研究发现，有一些LGBT长者能感受到包容、慰藉和社群支持。